# Liberata di Como
Santa Liberata di Como (Rocca d'Olgisio, ... – Como, 580) è stata una religiosa italiana, fu monaca benedettina; è venerata come santa nella tradizione cristiana occidentale, in particolare a Como, assieme alla sorella Faustina.

## Biografia
Liberata nacque agli inizi del VI secolo a Rocca d'Olgisio (Piacenza), da famiglia molto benestante (il padre Giovannato, nobile della val di Taro, possedeva un importante maniero posto sui fianchi della val Tidone ancora oggi esistente). 
Ella aveva una sorella, pure lei venerata come santa dalla tradizione cattolica, di nome Faustina.
Le due sorelle persero la madre in giovane età e furono affidate ad un tutore di nome Marcello. Il padre non avendo altri figli voleva che le figlie trovassero un degno e nobiliare matrimonio. Ma le figlie erano intenzionate a seguire un altro tipo di vita, quello della contemplazione e della preghiera, al servizio di Dio. Questi desideri vennero contrastati dal padre e le figlie per realizzarlo dovettero fuggire da casa.

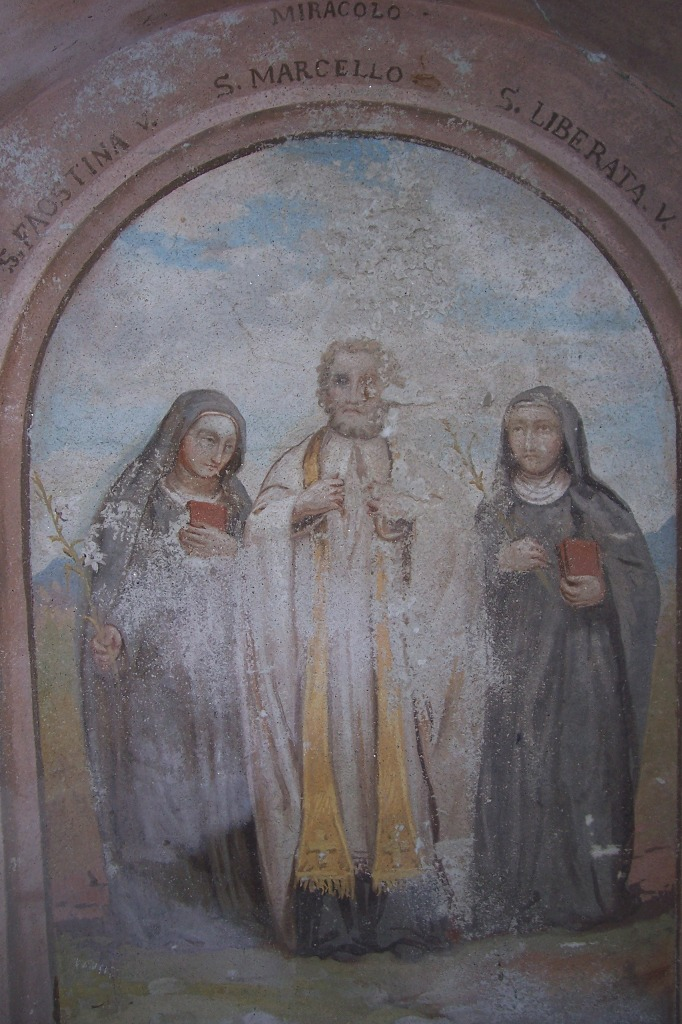
Santi Faustina, Marcello e Liberata, chiesa di santa Faustina e Liberata, Capo di Ponte

Esse riparano a Como dove presero il velo dal vescovo Agrippino. Esse adottarono la regola di Benedetto, che proprio in quegli anni iniziò ad espandersi. Fondarono un monastero dedicato a santa Margherita con annesso oratorio dedicato a san Giovanni Battista, monastero che fu vitale per oltre un millennio e venne poi soppresso nel 1810, per ordine napoleonico, quando vi erano ancora presenti dieci monache.
Alla loro morte, intervenuta negli ultimi anni del VI secolo, le due sorelle vennero inumate nel complesso monastico presso Como. Attorno all'anno mille, resosi il luogo poco sicuro per continue incursioni barbare, i corpi vennero traslati nella cattedrale di Santa Maria di Como, nel 1317 vennero posti nell'altare maggiore della cattedrale che ancora oggi è dedicata a queste sante. Nel 1618 una parte delle reliquie venne donata a Piacenza, città di origine delle sante, e attualmente conservate nella chiesa di Sant'Eufemia. Le due sorelle Liberata e Faustina, vengono celebrate come sante vergini nel nuovo Martyrologium Romanum della Chiesa cattolica, il 19 gennaio.

## Tradizione
La tradizione racconta di un miracoloso intervento di Liberata che salvò una nobile della regione. Essa era stata straziata dal marito con il supplizio della croce, Liberata salvò la povera donna che era in fin di vita, sanandola delle tremende ferite. Questo racconto tramandatosi nel tempo la fece confondere con la figura di Vilgefortis, che morì con il supplizio della croce, e che aveva già "contaminato" la tradizione agiografica di Santa Liberata (o Librada), vergine e martire. L'esistenza di più sante con lo stesso nome di Liberata, comprensibile se pensiamo al grande valore simbolico che il nome "Liberata" porta con sé, ha purtroppo prodotto nel tempo molti danni alle tradizioni di culto delle varie comunità dove esse sono venerate. 
La tradizione nord italiana la vuole (al pari Santa Margherita alla quale si era votata) protettrice delle puerpere, delle nutrici e degli infanti.

In Val Camonica si è tramandata la leggenda che vede le sante Faustina e Liberata, vivere in penitenza in una grotta della regione presso Capo di Ponte. Esse intervennero miracolosamente a fermare con le loro mani due massi che minacciavano il borgo. Ancora oggi vicino alla chiesa a loro dedicata, si possono vedere due enormi massi che recano impronte di mani e che sono ancora venerate dalla popolazione del luogo.

## Iconografia

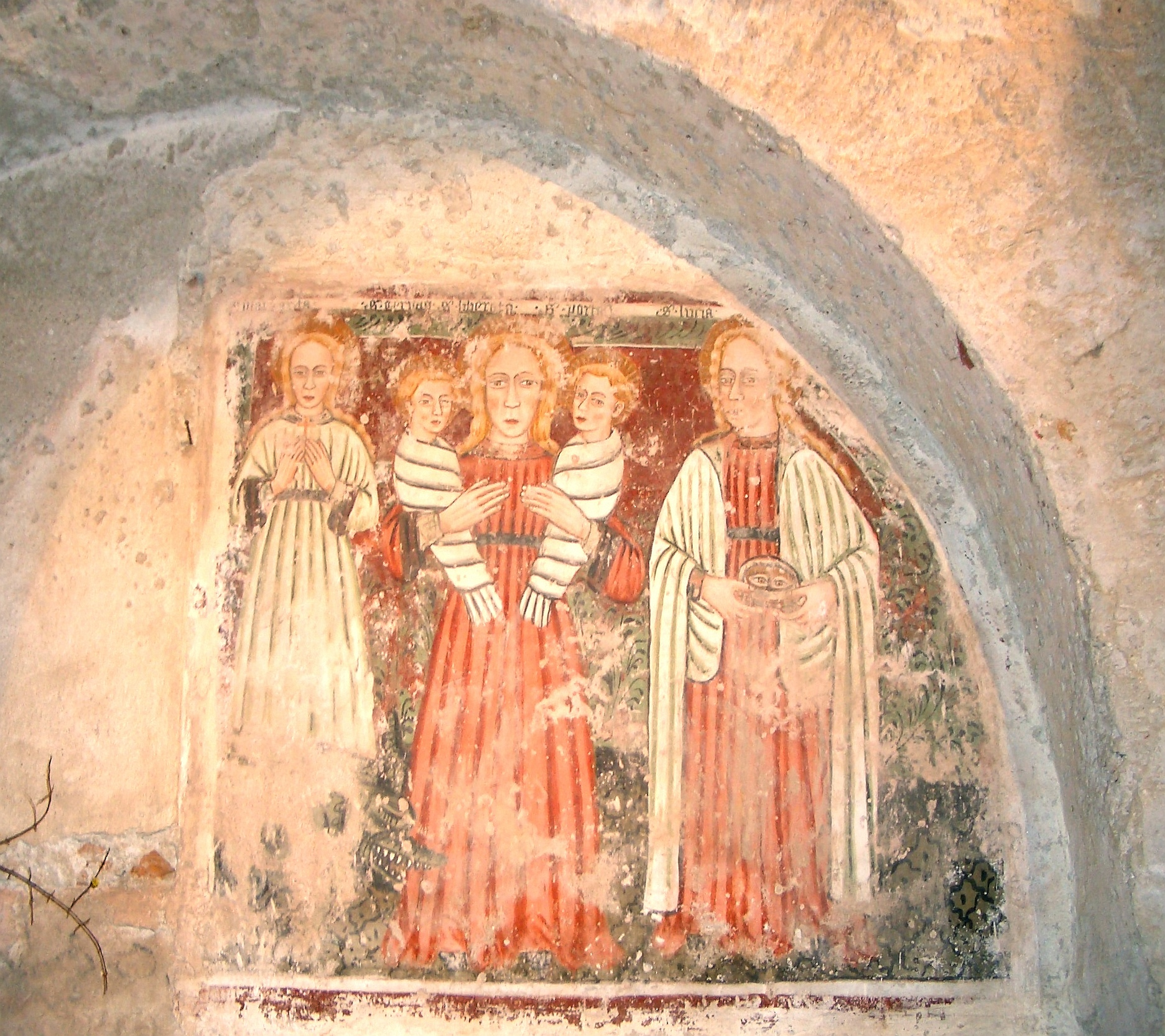
Santa Liberata tra Santa Margherita e Santa Lucia Autore ignoto del XV secolo, Montalto Dora, Cappella del Castello

La santa è spesso raffigurata in compagnia della sorella in abito benedettino, con in mano un giglio segno di verginità; ma l'immagine forse più diffusa è quella che vede Liberata con in braccio due neonati in fasce, come santa protettrice contro i pericoli del parto e della mortalità infantile. 
Famoso è il ciclo di affreschi sulla vita di Liberata e Faustina del XIV secolo, che originariamente si trovava nel monastero di Santa Margherita e che oggi è conservato presso il Museo Civico di Como: nei vari episodi del ciclo le sante vengono mostrate mentre partono da casa, mentre attraversano con il loro tutore Marcello il fiume Po, il loro arrivo a Como, e vari altri episodi non ben conservati.
In numerose aree lombarde, piemontesi e valdostane si sono conservate immagini di santa Liberata che la ritraggono mentre regge in braccio due bimbi in fasce risalenti al XV secolo. In tali immagini i due bimbi compaiono con l'aureola in capo e in qualche caso (ad es. nell'affresco nel Castello di Montalto Dora) sono leggibili le scritte che identificano i due infanti come i santi Gervasio e Protasio, fratelli gemelli figli di san Vitale e santa Valeria. Si deve dunque pensare ad una sovrapposizione del culto di santa Liberata e di santa Valeria: la santa è invocata a protezione contro i pericoli del parto e della mortalità infantile.